# Giovanni Console
Giovanni Console (Avellino, 18 febbraio 1944) è un ex calciatore italiano, di ruolo attaccante.

## Carriera
Dopo gli esordi in Serie C e Serie D con l'Avellino, debutta in Serie A con il L.R. Vicenza nel 1964 disputando una gara, e nel 1965 passa al Livorno con cui disputa 16 partite in Serie B segnando 8 gol.
In seguito disputa altre tre stagioni in Serie B con il Modena, per un totale di 105 presenze e 21 reti.
Disputa gli ultimi anni di carriera in Serie C con Lecco, Spezia e Mantova.

## Palmarès

### Club

#### Competizioni nazionali
- Serie D: 1

Avellino: 1963-1964